# 玛格丽特·特拉弗斯·西蒙斯
玛格丽特·特拉弗斯·西蒙斯（英語：Margaret Ann Travers Symons，1879年8月18日—?），出生名瑪格丽特·安娜·威廉（英語：Mary Ann Williams），是一名妇女参政权论者。1908年10月13日，她闯入威斯敏斯特宫，并成为首位在英国议会大厦主厅发言的女性人物。

## 生平
1879年8月18日，玛格丽特出生于英国帕丁顿。她的父亲罗伯特·威廉（Robert Williams）是一位威尔士建筑师和社会改革家。
1902年，格丽特與一个来自新西兰的海上保险职员威廉·特拉弗斯·西蒙斯（William Travers Symons）结婚，后随夫更名为玛格丽特·特拉弗斯·西蒙斯。1906年，因丈夫有通奸行为，两人分居。1910年两人最终离婚。她曾任年迈的工党政治家凯尔·哈迪的秘书，凯尔·哈迪也是她父亲的朋友。
此外，她的雇主凯尔·哈迪是西维亚·潘克赫斯特的亲密朋友，并愿意为女性竞选投票。他们也是东伦敦妇女参政联合会的创建会员，该社团是妇女社会政治联盟分离出来的组织。特拉弗斯·西蒙斯曾短暂担任妇女社会政治联盟伦敦分部的财务官。她认识议员托马斯·豪威尔·威廉姆斯·伊德里斯，并得知女性可以作为游客陪伴，逗留在议会大楼中。
1908年10月13日，她被安排到议会大楼中，那里有一个窥孔，女性可以看到议会主厅。当时有人递给她纸条，循例请她确认议会是否正在进行。但是她突然从护卫队中逃脱，冲入正进行辩论的下议院。她高喊“妇女选举权”（英語：Votes for Women），之后很快被护送离开大楼。当晚，妇女参政权论者在议会外进行竞选活动。艾米琳·潘克斯特因组织示威而被捕，被判入狱三个月；但西蒙斯并没有受到处罚或逮捕。
西蒙斯的呼喊事件被各大报纸报道，她也成为历史上首位在英国议会大厦发言的女性。凯尔·哈迪受此牵连，被暂停两年的议员席位。而第一位女性英国议会议员是阿斯特子爵夫人南茜·阿斯特；她于1919年当选，此前英国政府放宽了允许妇女参加英国选举的规定。
第一次世界大战期间，特拉弗斯·西蒙斯在埃及工作。第二次世界大战后，她返回英国，并在伦敦定居。